# Curcuma angustifolia
Curcuma angustifolia är en enhjärtbladig växtart som beskrevs av William Roxburgh. Curcuma angustifolia ingår i släktet Curcuma och familjen Zingiberaceae. Inga underarter finns listade i Catalogue of Life.